# Lorenz Fries

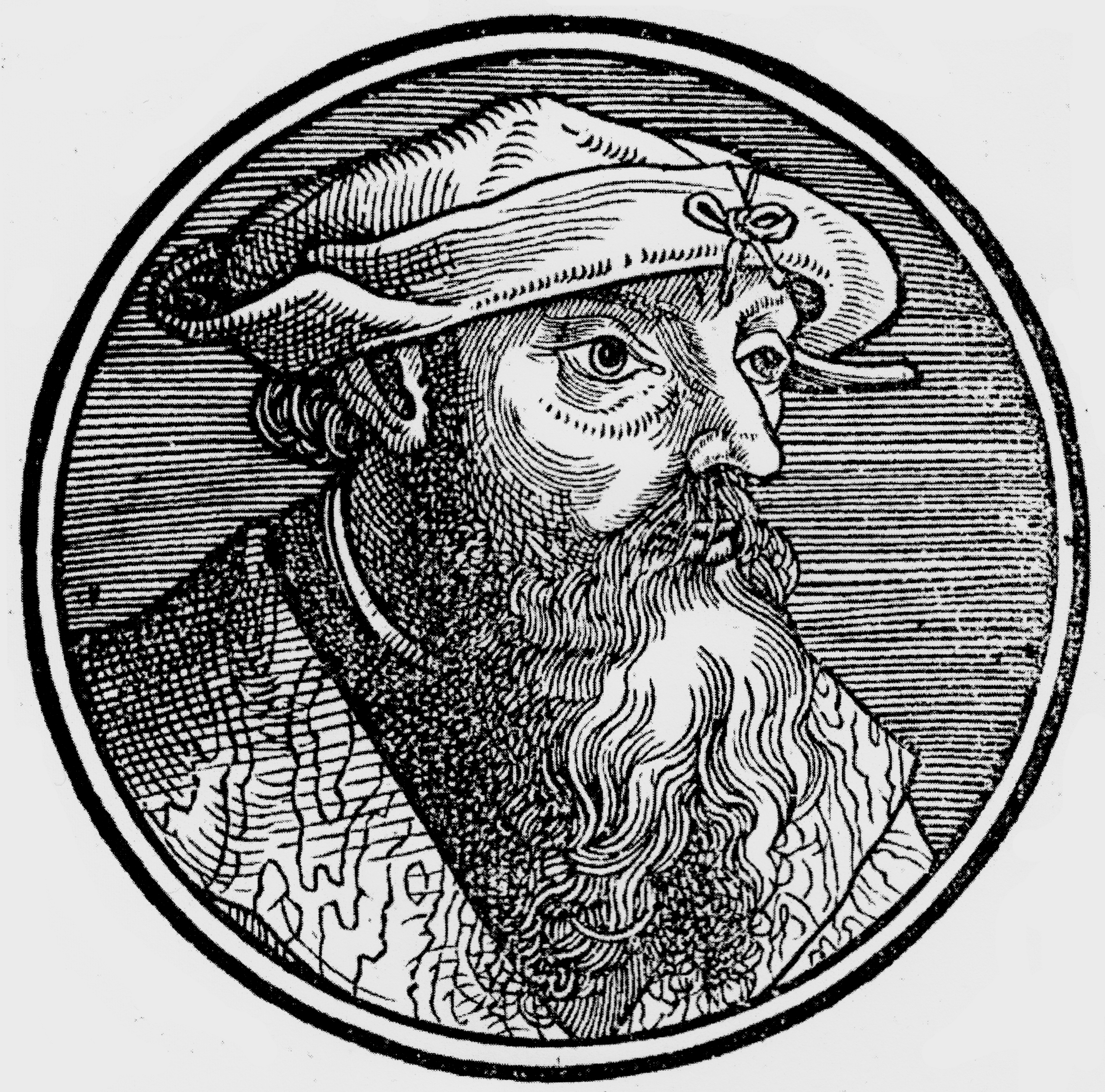
Retrato de Lorenz Fries en una obra de 1523.

Lorenz Fries, latinizado Laurentius Phrisius (n. ca. 1490; m. 1531/32 en Metz) fue un médico, astrólogo y geógrafo del Sacro Imperio Romano Germánico. Su obra más conocida fue el Spiegl der Artzny ("Espejo de la Medicina"), con ocho ediciones publicadas entre 1518 y 1557. También tuvo un papel relevante en la vulgarización y popularización de la obra geográfica de Martin Waldseemüller.

## Carrera médica inicial

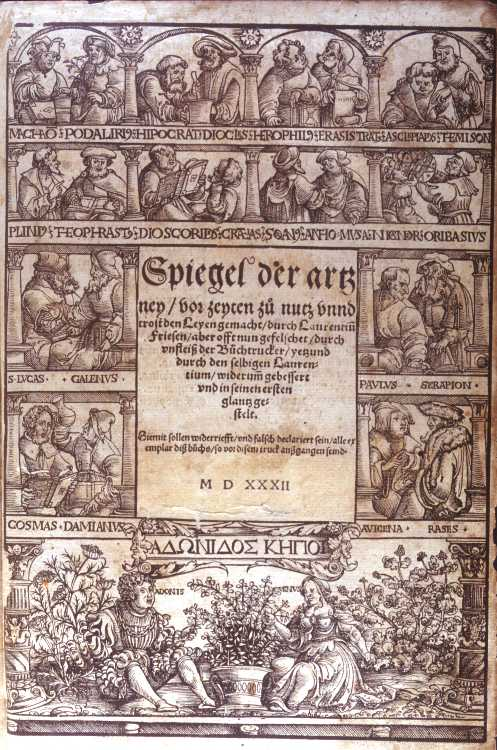
Portada de la edición de 1532 del Spiegel der Artzney.

Lorenz Fries nació hacia 1490, probablemente en Metz o quizás en Mühlhausen. Su apellido ha sido escrito de múltiples maneras: Fries, Friess, Frisius, Phrisius, Phryes, Phrijsen; él mismo se llamó "Laurentius Phryesen" en la portada de su libro más famoso. No se tienen datos ciertos sobre su educación, aunque se cree que pudo estudiar medicina en las universidades de Viena, Piacenza, Padua o Montpellier.
Hacia 1516 se asentó en la ciudad alsaciana de Colmar, atendiendo a enfermos en el monasterio de San Agustín. Ese mismo año publicó su primer libro, una breve obra en latín sobre la sífilis, del cual no se conserva ninguna copia. En 1518 publicó un nuevo libro sobre la sífilis, en el que explicó el novedoso tratamiento mediante esencia de guayaco, un árbol caribeño traído por los españoles a Europa diez años antes. En el mes de septiembre de 1518 salió de la imprenta de Johann Grüninger en Estrasburgo la que sería la obra médica más conocida de Fries, el Spiegl der Artzny ("Espejo de la Medicina"), un libro de remedios caseros inspirado de Hipócrates, Galeno y Avicena y escrito en alemán que tuvo siete ediciones más hasta 1546.
En 1519, Fries se mudó a Estrasburgo, tras un breve paso por Friburgo. En la imprenta de Grüninger publicó un tratado sobre manantiales. Poco después adquirió la ciudadanía al casarse con una mujer local, Barbara Thun. También se apuntó al gremio Zur Steltz.

## Actividad cartográfica
En Estrasburgo, Fries empezó a colaborar en obras de geografía y cosmografía. Sus iniciales, LF, aparecen en un mapamundi incluido en una edición del Polyhistor de Solino, publicada en 1520. El mapa es una reducción del gran planisferio mural de 1507 de Martin Waldseemüller, y durante mucho tiempo se consideró el mapa más antiguo con el topónimo "América". No está claro cuál fue el papel de Fries en la elaboración de este mapa, ya que su título lo atribuye a Petrus Apianus. La intervención de Fries parece confirmada sin embargo por una pequeña línea de texto que, cerca de la isla Española, dice que allí hay guayaco, el remedio contra la sífilis publicitado por Fries.
El impresor Grüninger le confió a Fries la preparación del texto y algunos mapas de una edición de la Geografía de Ptolomeo. Para los mapas y sus textos, Fries se inspiró en gran medida en obras de Waldseemüller. En el mapa de Tierra Santa, sin embargo, Fries cambió radicalmente la descripción: en vez del "iste terra est fertil" ("esta tierra es fértil") de Waldseemüller, afirmó que Palestina era "estéril y sin cultivar". El texto de Fries fue reproducido en 1535 en otra edición de la Geografía, a cargo del médico aragonés Miguel Servet. Se ha afirmado que uno de los argumentos con los que Calvino logró condenar a muerte a Servet fue esta afirmación sobre la esterilidad de la Tierra Santa, si bien algunos historiadores lo consideran un bulo. La Geografía de Fries fue publicada en 1522 por Johann Koberger. Se conservan muy pocos ejemplares y ello sugiere que se vendió mal, quizás debido a los numerosos errores de imprenta.
El siguiente gran proyecto geográfico del dúo Grüninger - Fries fue una edición reducida del planisferio mural de Waldseemüller titulado Carta Marina, de 1516. Fries se encargó de traducir la mayoría del texto del mapa al alemán y, sobre todo, escribió un libro titulado Uslegung der Mercarthen que se vendía junto con el mapa y explicaba cómo usarlo. Además el Uslegung incluía descripciones de ciudades y países de todo el mundo. El libro fue publicado en 1525, pocos meses antes de que Fries abandonase Estrasburgo para siempre. Se supone que el mapa también salió al mercado ese año, aunque los dos ejemplares completos que se conservan son reediciones posteriores, de 1530 y 1531. La Carta Marina de Fries era de menor calidad cartográfica y artística que la de Waldseemüller pero su menor tamaño y el hecho de estar escrita en el lenguaje del pueblo llano la hicieron mucho más popular que la original.
|                           |
| Tabula Terra Nova de 1513 |

|                                   |
| Mapamundi de la Geografía de 1522 |

|                                     |
| Tabu Nova Partis Aphri de 1522-1535 |

|                                      |
| Asia central en la Geografía de 1535 |

|                                        |
| Navegación de Cadamosto en el Uslegung |

## Astrología y persecución
Fries, como muchos médicos del Renacimiento, consideraba a la astrología una herramienta imprescindible de la medicina. Por ello, Fries publicó un tratado sobre cómo usar el astrolabio para calcular los días críticos de una enfermedad (1522), horóscopos para cada nuevo año (al menos entre 1524 y 1530) así como un libro titulado "Breve defensa de la Astrología" (1520), en respuesta a la condena de la astrología realizada poco antes por Martín Lutero. Esta última obra convirtió a Fries en blanco de las sátiras de autores protestantes. Tanto Fries como su editor, Grüninger, se encontraron cada vez más perseguidos en Estrasburgo, ya que el gobierno de la ciudad se había apuntado firmemente a las tesis de Lutero. La presión condujo a Fries a renunciar a su ciudadanía el 11 de mayo de 1525 y mudarse a Metz y luego a Colmar. En esa ciudad acogió unos años más tarde a otro médico católico, Paracelso, que huía de los protestantes de Basilea.

## Últimos años
Tras abandonar Estrasburgo, Fries ya no volvió a trabajar en obras geográficas. Sí publicó un par de libros más sobre medicina, uno de ellos sobre la enfermedad denominada sudor inglés (Sudoris anglici exitialis, 1529). También tuvo una fuerte controversia con Paracelso.
Se desconoce la fecha exacta de fallecimiento de Fries pero debió ser hacia 1531.